# 2-ヒドロキシピリジン-5-モノオキシゲナーゼ
2-ヒドロキシピリジン-5-モノオキシゲナーゼ（2-hydroxypyridine 5-monooxygenase）は、次の化学反応を触媒する酸化還元酵素である。
2-ヒドロキシピリジン + 還元型受容体 + O2 {\displaystyle \rightleftharpoons } 2,5-ジヒドロキシピリジン + 受容体 + H2O
この酵素の基質は2-ヒドロキシピリジン、還元型受容体とO2で、生成物は2,5-ジヒドロキシピリジン、受容体とH2Oである。
この酵素は酸化還元酵素に属し、基質に特異的に作用する。酸素は酸化剤として還元されると同時に基質に取り込まれる。組織名は2-hydroxypyridine,hydrogen-donor:oxygen oxidoreductase (5-hydroxylating)で、別名に2-hydroxypyridine oxygenaseがある。